# I Dewa Putu Wijana
I Dewa Putu Wijana (ur. 16 sierpnia 1956 w Singaraja) – indonezyjski językoznawca i poeta. 

## Życiorys
W 1976 roku wstąpił na Universitas Gadjah Mada (w 1979 roku uzyskał bakalaureat, w 1981 roku tytuł doctorandus); od 1983 roku wykładał na tejże uczelni. W 1989 roku, w ramach stypendium International Development Project, rozpoczął studia magisterskie z językoznawstwa stosowanego na Uniwersytecie Monasha w Melbourne. W 1992 roku, dzięki stypendium Gramedia Widya Sarana, podjął studia doktoranckie na Universitas Gadjah Mada, które ukończył w 1995 roku, broniąc rozprawy Wacana Kartun dalam Bahasa Indonesia. W trakcie swojej kariery wykładał na kilku uczelniach: Universitas Sanata Dharma, Universitas Gunadarma, Universitas Negeri Djember, Institut Pertanian Instiper. 
Jego dorobek obejmuje szereg podręczników lingwistycznych (z zakresu indonezystyki, socjolingwistyki i pragmatyki) oraz artykuły na temat językoznawstwa i języka indonezyjskiego. Do jego publikacji książkowych należą m.in.: Dasar-Dasar Pragmatik (1996), Bahasa Indonesia untuk Penulisan Ilmiah (2008), Berkenalan dengan Linguistik (2009), Bahasa Gaul Remaja Indonesia (2010).
Jako poeta opublikował trzy antologie poezji.